# Babigoszcz
Babigoszcz (niem. Hammer) – wieś w Polsce, położona w województwie zachodniopomorskim, w powiecie goleniowskim, w gminie Przybiernów, przy drodze ekspresowej S3, nad Gowienicą. 
Babigoszcz leżący w granicach III Rzeszy 6 marca 1945 roku zdobyły wojska 3 Armii Uderzeniowej 1 Frontu Białoruskiego Armii Czerwonej.
W latach 1975–1998 miejscowość administracyjnie należała do województwa szczecińskiego. Według danych z 1 stycznia 2011 roku wieś zamieszkiwało 127 osób.
Przez Babigoszcz przebiegała kolej wąskotorowa z Gryfic do Stepnicy z przystankiem Babigoszcz, zamknięta dla ruchu pasażerskiego w 1977 r., a w 1996 roku również dla towarowego. Obecnie tory są rozebrane. 
Przy przepływającej przez wieś rzece Gowienicy zachował się murowano-ryglowy młyn wodny z połowy XIX w. W drugiej połowie XX w. młyn został przebudowany na zajazd.
Przy przejeździe kolejowo-drogowym funkcjonował zajazd "Gniewko" o konstrukcji drewnianej. Zajazd był ozdobiony palisadą z rzeźbami głów 50 wojowników słowiańskich, wyrzeźbionych siekierą w pniach olchowych przez Edmunda Gunsza. Zajazd spłonął w 2002 roku.

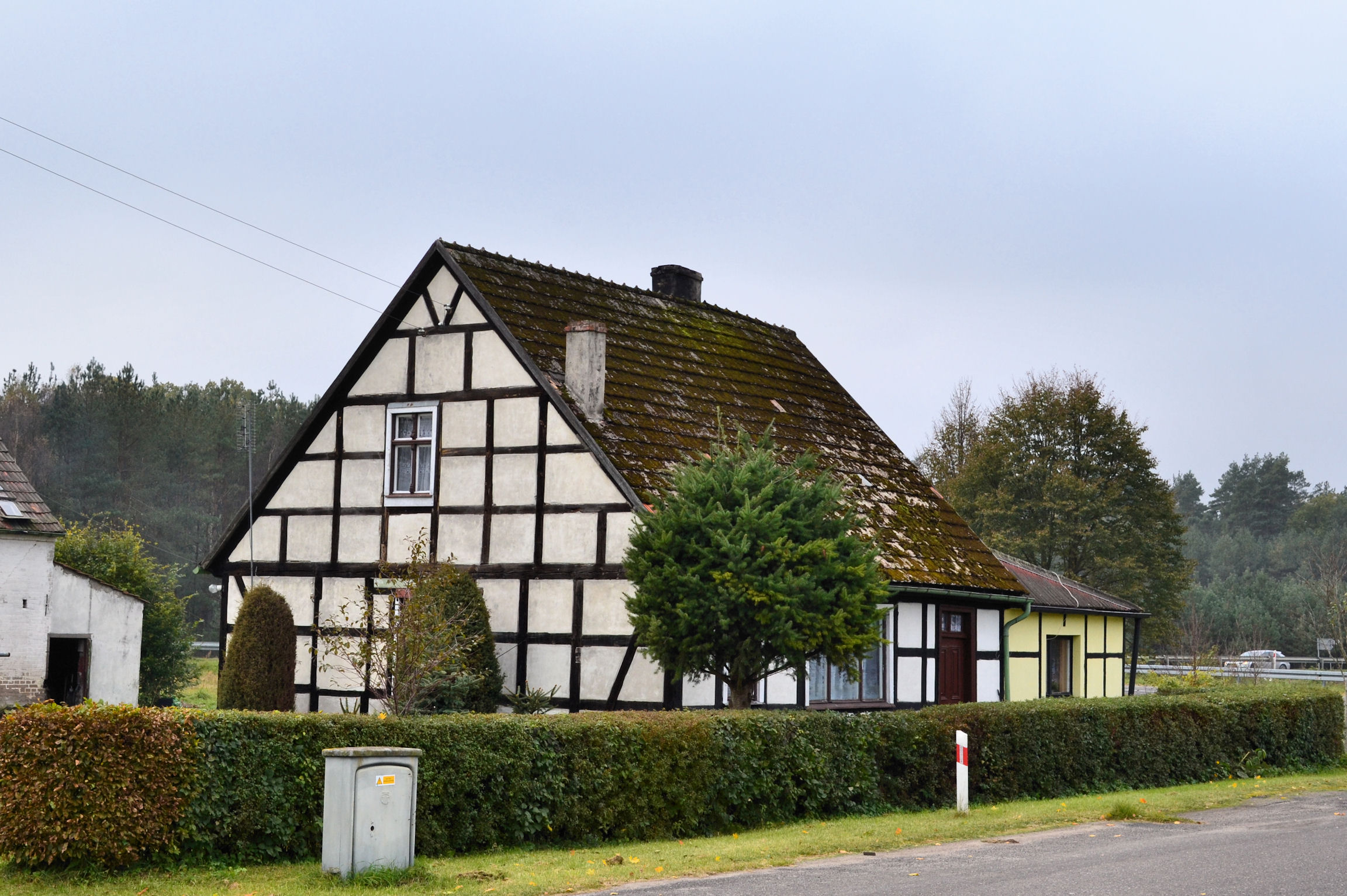
Drewniana chata w Babigoszczy